# Stade de Toamasina
Het Stade de Toamasina is een voetbalstadion in de Malagassische stad Toamasina. Het stadion biedt plaats aan 2.500 toeschouwers, CNaPS Sport en Ecoredipharm spelen haar thuiswedstrijden in dit stadion.